# Бонд, Ронни
Ронни Бонд (англ. Ronnie Bond; 4 мая 1940 — 13 ноября 1992) — британский певец и барабанщик. В 1980 году выпустил сольный хит-сингл «It’s Written On Your Body», который был выпущен на лейбле Mercury Records и который 31 мая того же года попал на 52 место в UK Singles Chart и оставался там в течение пяти недель.
Бонд родился в Андовере, Англия, имя при рождении — Рональд Джеймс Буллис (англ. Ronald James Bullis) . С 1960-х годов Бонд был барабанщиком группы The Troggs участвовал в записи следующих выпущенных в 1966 году синглов: «Wild Thing», (2-е место в Великобритании и 1-е место в США); «With a Girl Like You», (1-е место в Великобритании и 9-е место в США) и «I Can’t Control Myself» (2-е место в Великобритании; US Top 50), а также а записи сингла 1967 года (в США сингл был выпущен в 1968 году) «Love Is All Around» (5-е место в Великобритании и 7-е место в США). В том же 1967 году The Troggs выпустили ещё несколько синглов, попавших в UK Top 20 hits: «Any Way That You Want Me», UK No.8 в январе 1967 года, «Night Of The Long Grass» и «Give It To Me».
13 ноября 1992 года Бонд скончался в Королевском Хэмпширском Госпитале в Уинчестере, графство Хэмпишир, Англия, в возрасте 52 лет.